# ستيفن إي. كروس
ستيفن إي. كروس (بالإنجليزية: Stephen E. Cross)‏ هو مهندس أمريكي، ولد في 7 أكتوبر 1951.